# Строганов, Аникей Фёдорович
Анике́й Фёдорович Стро́ганов (варианты имени Иоанни́кий, Ани́ка, в монашестве принял имя Иоаса́ф) (1488, Новгород — 1569 или 1570, Сольвычегодск) — создатель солеваренной промышленности в Сольвычегодске и в Перми Великой, колонизатор прикамских земель, крупнейший русский предприниматель своего времени, государственный деятель.

## Биография
Младший (четвертый) сын солеваренного промышленника из Новгорода Фёдора Лукича Строганова (ум. 1497).
Строгановы переселились в Сольвычегодск, где вели дело сообща. После смерти отца и трёх старших братьев (Стефана, Иосифа — бездетных и Владимира — родоначальника крестьянского рода Строгановых в деревне Циренниково у Сольвычегодска, существующего и по сей день), всё дело было сосредоточено в руках Аникея и его сыновей.

## Деятельность

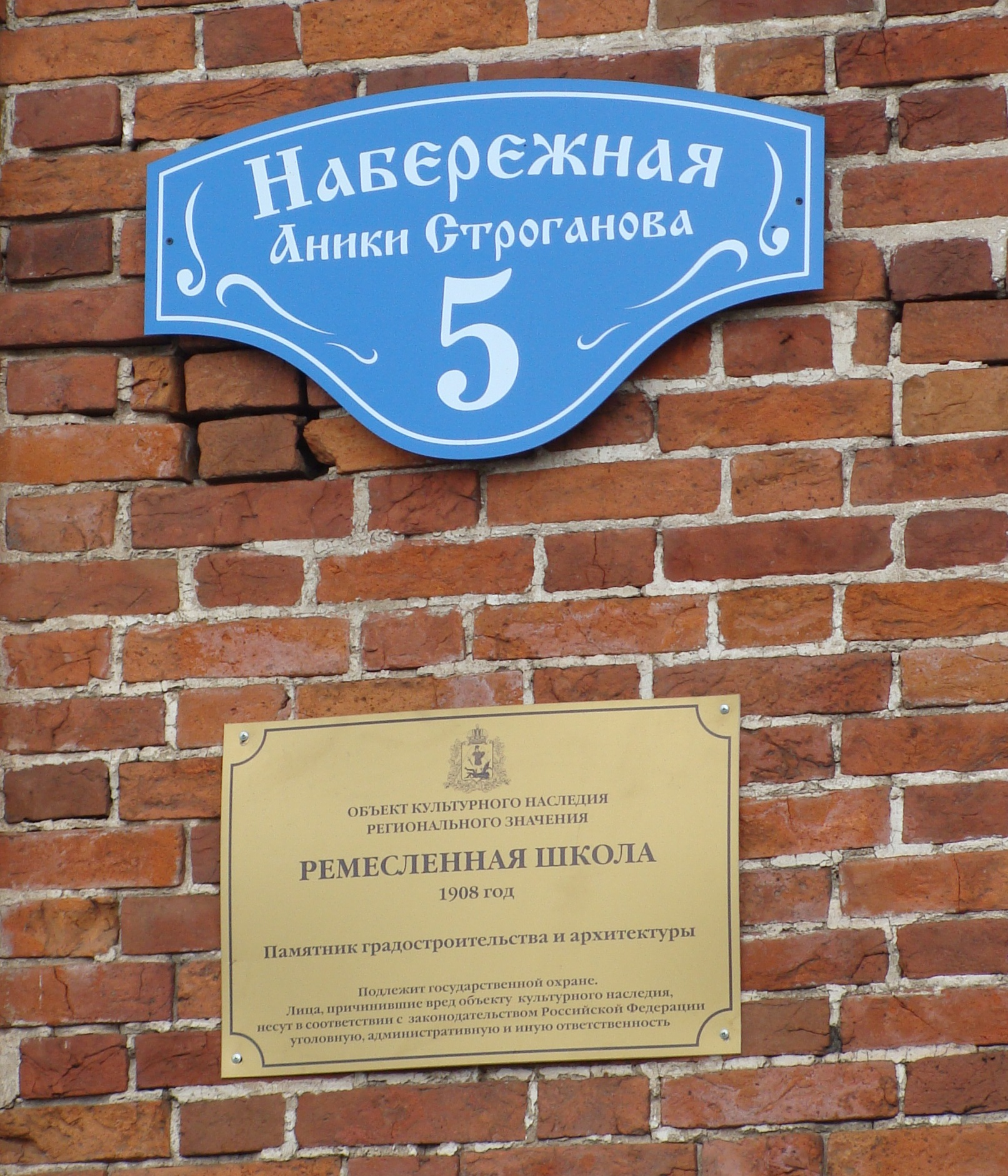
Улица имени Аники Строганова в Сольвычегодске

Сначала он развивал свои предприятия в Сольвычегодске, при этом его предприятия были очень успешными. Когда подросли его сыновья Яков, Григорий и Семён, он распространил свою деятельность в другие районы. Были построены очень доходные варницы в Кольской губе.
В начале царствования Ивана Грозного Аникей получает от царя очень широкие и ответственные полномочия.
Он обязывается следить за внешней северной торговлей с Англией, которая в основном шла через Архангельск. Англичанам запрещалось вести розничную продажу товаров, покупать железо и пеньку.
Надзор за выполнением этих требований как англичанами, так и русскими купцами возлагался на Аникея. Также на него возлагалась ежегодная отчётность об объёмах торговли лесом. Он же собирал и хранил оброчное зерно.
Доходы Строгановым приносил не только солеваренный промысел, но и внешняя торговля, а также торговля пушниной с местными племенами. С целью торговли пушниной он организовал несколько поисково-торговых экспедиций за Урал.
На вырученные средства он покупал земли в северных районах.
Стараниями Иоанникия Фёдоровича и его сыновей владения Строгановых были значительно расширены. Именно при них семья Строгановых получила в своё владение земли в Перми, Прикамье и Зауралье.
В 1557 году он был при дворе Ивана Грозного и докладывал о разведанных путях в Сибирь и возможностях торговли. За это он выпросил в награду земли по реке Каме, которые он представил как ненаселённые и обязался обжить.
После этого Аникей оставляет в Сольвычегодске младшего сына Семёна, а сам с двумя старшими перебирается на Каму.
Там он с сыновьями основал несколько укреплённых городов: Камгорт, Кергедан (Орёл-городок).

## Пострижение в монахи
При всей своей коммерческой сметке Иоанникий Федорович был очень религиозен, построил на свои деньги несколько церквей.
Были сделаны большие пожертвования монастырям и построена церковь в Сольвычегодске.
В старости он удалился от мира и постригся в монахи, приняв иноческое имя Иоасаф.